# Denhamia pittosporoides
Denhamia pittosporoides är en benvedsväxtart. Denhamia pittosporoides ingår i släktet Denhamia och familjen Celastraceae.

## Underarter
Arten delas in i följande underarter:
- D. p. angustifolia
- D. p. pittosporoides